# Dzulkifli Abdul Razak

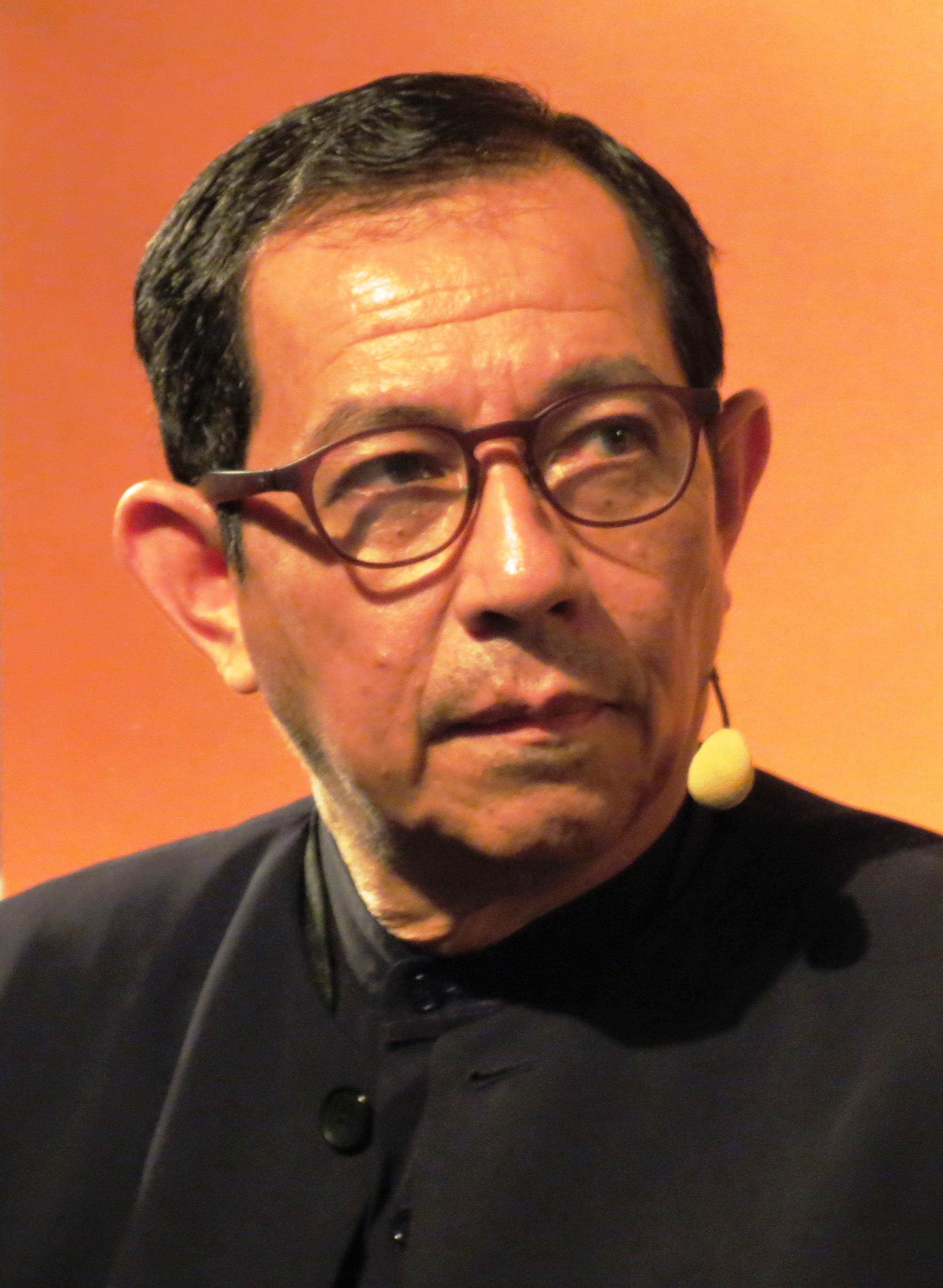
Dzulkifli Abdul Razak på Nobel Week Dialogue i Göteborg 2015.

Dzulkifli Abdul Razak är en malaysisk akademiker. Han är president för FN-organet IAU (International Association of Universities) för perioden 2012–2016 och har tidigare innehaft flertalet olika uppdrag inom WHO.
Dzulkifli Abdul Razak är son till professorn i japanska språket Abdul Razak Abdul Hamid (1925–2013), som var den ende malaysiske överlevaren från atombombfällningen över Hiroshima i Japan den 6 augusti 1945. 
Dzulkifli Abdul Razak har varit adjungerad professor i islamiskt ledarskap på Universiti Sains Malaysia i Gelugor, nära George Town i Malaysia. Han var 2000-2011 rektor vid detta universitet och är sedan 2011 rektor för Albukhary International University i Alor Setar i delstaten Kedah.
Han är gift med Masrah Abidin och har fyra barn.

### Fotnoter
1. ↑  ”Om Abdul Razak på http://www.obhe.ac.uk/”. Arkiverad från originalet den 19 september 2015. https://web.archive.org/web/20150919053949/http://www.obhe.ac.uk/conferences/2012_global_forum_kuala_lumpur/2012gf_speakerbios/dzulkifli_abdul_razak. Läst 10 december 2015.